# Vitina
Vitina (serb.-cyrylica Витина, alb. Viti albo Vitia) – miasto w południowo-wschodnim Kosowie (region Gnjilane), liczy około 10 tysięcy mieszkańców (2006). Burmistrzem miasta jest Nexhmedin Arifi.